# 小屋勝義
小屋　勝義(こや　かつよし、-)は日本のイラストレーターである。元はアニメーターとして活動していた。

## 詳細
1994年に任天堂から発売されたファイアーエムブレム 紋章の謎でキャラクターデザインを担当した。
その後もファイアーエムブレム 聖戦の系譜のキャラクターデザインを担当するものの、続編の『ファイアーエムブレム トラキア776』には不参加となった。

その件に関して当時のシリーズディレクターであった加賀昭三は「ファイアーエムブレム 聖戦の系譜・TREASURE」（NTT出版）において「彼もそう思っているかもしれないが、満足のいくレベルではなかった」と述べており、降板理由として加賀昭三の描くイメージと小屋勝義が生み出すデザインとのイメージの相違が指摘されている。
2000年に、ファイアーエムブレムでも共に仕事をした葛目将也とともに『ベアルファレス』（ソニー・コンピュータエンタテインメントから発売）にキャラクターデザイナーとして参加。
さらにNTT出版から発売されたファイアーエムブレムTCGのメインデザイナーとして幅広く活躍する。後に『ファイアーエムブレム 封印の剣』、『ファイアーエムブレム 烈火の剣』、『ファイアーエムブレム 聖魔の光石』にも参加している。ファイアーエムブレム公式サイト内『ファイアーエムブレムミュージアム』の2007年10月1日の更新においてトラキア776が紹介された際には、キャラクターイメージに氏の描いたFETCGの画像が採用された。
その後また長らくファイアーエムブレムから遠ざかっていたが、2008年に『ファイアーエムブレム 新・暗黒竜と光の剣』の発売に伴い、同ゲームの公式ホームページにおいて直筆のイラストが掲載された。
2015年に発売された書籍「メイキング オブ ファイアーエムブレム」（徳間書店）において、表紙を飾る五人のキャラクターのうちの一人のイラストを手がけている。

## 参加作品

### ゲーム

#### ファイアーエムブレムシリーズ
- ファイアーエムブレム 紋章の謎（SFC・1994年1月21日）　キャラクターデザイン
- ファイアーエムブレム 聖戦の系譜（SFC・1996年5月14日）　キャラクターデザイン
- ファイアーエムブレム 封印の剣（GBA：2002年3月22日）　グラフィックデザイン
- ファイアーエムブレム 烈火の剣（GBA：2003年4月25日）　グラフィックデザイン
- ファイアーエムブレム 聖魔の光石（GBA：2004年10月7日）　グラフィックデザイン

#### その他
- ベアルファレス（PS・2000年9月28日）キャラクターデザイン

### トレーディングカード
- ファイアーエムブレムTCG　メインデザイナー